# Opération Fustian
Seconde Guerre mondiale 
 Campagne d'Italie
L'opération Fustian est le nom de code d'une opération menée par les forces aéroportées britanniques à la suite du débarquement allié en Sicile (opération Husky). Elle est menée par la 1re brigade de parachutistes (appartenant à la 1re division aéroportée) du 13 au 16 juillet 1943 avec pour objectif de s'emparer du pont Primosole sur le fleuve Simeto. Elle est considérée comme un échec.

## Planification

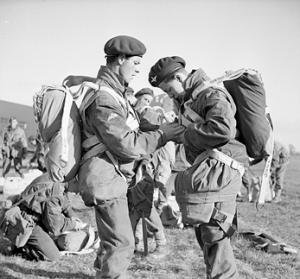
Troupes aéroportées britanniques lors d'un entraînement (1944).

Selon le plan de l'opération, la brigade doit être parachutée des deux côtés du fleuve par planeur. Elle doit ensuite prendre le pont et sécuriser la zone environnante jusqu'à ce que sa relève soit assurée par le XIIIe Corps qui avait débarqué trois jours plus tôt sur la côte sud-est. Le pont était d'une importance stratégique, étant le seul point de passage du fleuve et sa capture permettrait à la 8e armée d'avoir accès à la plaine de Catane et donc d’accélérer la progression alliée sur la péninsule pour finalement conduire à la défaite finale des forces de l'Axe en Sicile.

## Déroulement

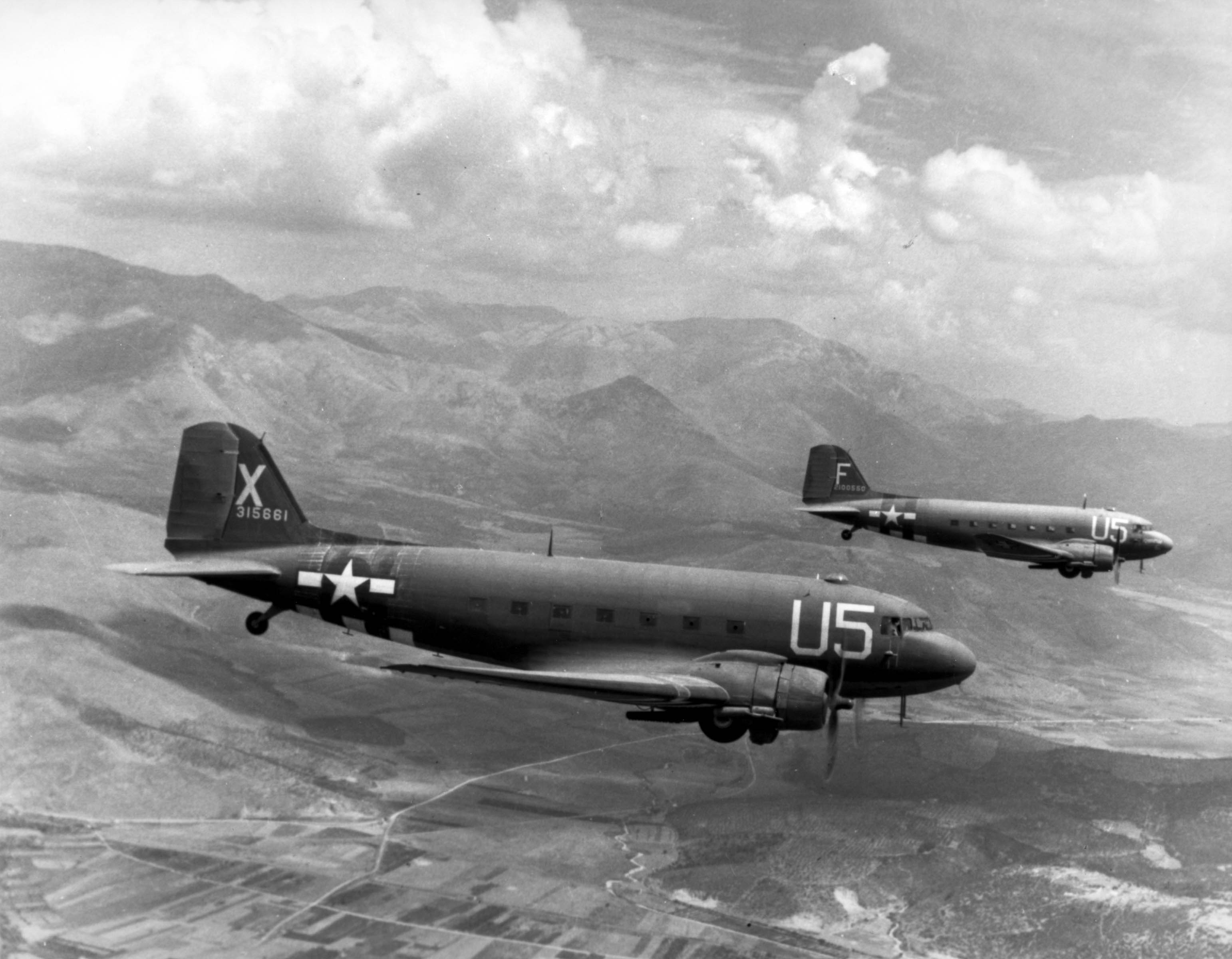
C-47 Dakota similaires à ceux employés lors de l'opération.

L'opération rencontre de multiples obstacles et une forte opposition des forces de l'Axe. Beaucoup d'avions transportant les parachutistes depuis l'Afrique du Nord ont été abattus ou ont été endommagés et ont dû faire demi-tour, en raison à la fois des tirs amis et ennemis. Du fait des manœuvres d'évitement prises par les pilotes, les parachutistes ont été largués en étant dispersés et seulement l'équivalent de deux compagnies de troupes ont été larguées aux bons emplacements. Malgré cela, et la défense par les forces allemandes et italiennes, les parachutistes britanniques parviennent à s'emparer du pont. Résistant à toutes les contre-attaques ennemies, ils tiennent ce dernier jusqu'à la nuit.
La force de relève (50e division d'infanterie) a aussi des problèmes pour atteindre la brigade de parachutistes et est à 1,6 km de distance lorsqu'elle s'est arrêtée pour la nuit. Le commandant de la brigade de parachutistes, Gerald Lathbury, abandonne le contrôle du pont en raison du nombre croissant de pertes et du manque de logistique. Le lendemain, les unités britanniques unissent leurs forces et le 9e bataillon, le Durham Light Infantry avec le soutien de blindés tentent de reprendre le pont. Celui-ci n'est finalement repris que trois jours après le début de l'opération, quand un autre bataillon du Durham Light Infantry mené par les parachutistes établit une tête de pont sur la rive nord du fleuve.
La prise du pont de Primosole ne conduira cependant pas à la progression rapide telle que prévue par les Alliés, du fait que les Allemands avaient rassemblé leurs forces et créé une ligne de défense. Ce sera seulement le mois suivant (en août) que la 8e armée prendra Catane. La 1re brigade de parachutistes, qui n'avait pris aucune autre partie à la conquête de la Sicile, est redéployée à Malte. Cependant, de nombreux enseignements ont été tirés lors de l'opération, qui seront mis en pratique pour les opérations alliées aéroportées ultérieures.